# Lønning
Lønning ist ein norwegischer Familienname.

## Namensträger
- Eivind Lønning (* 1983), norwegischer Jazzmusiker
- Inge Lønning (1938–2013), norwegischer lutherischer Theologe und Politiker
- Lars Lønning (* 1971), norwegischer Metalmusiker
- Per Lønning (Theologe) (1928–2016), norwegischer Theologe und Politiker, Bischof von Bjørgvin
- Per Eystein Lønning (* 1953), norwegischer Onkologe
- Per Ståle Lønning (* 1950), norwegischer Journalist